# TPST2
TPST2 (англ. Tyrosylprotein sulfotransferase 2) – білок, який кодується однойменним геном, розташованим у людей на довгому плечі 22-ї хромосоми. Довжина поліпептидного ланцюга білка становить 377 амінокислот, а молекулярна маса — 41 912.
| 10         |  | 20         |  | 30         |  | 40         |  | 50         |
| ---------- |  | ---------- |  | ---------- |  | ---------- |  | ---------- |
| MRLSVRRVLL |  | AAGCALVLVL |  | AVQLGQQVLE |  | CRAVLAGLRS |  | PRGAMRPEQE |
| ELVMVGTNHV |  | EYRYGKAMPL |  | IFVGGVPRSG |  | TTLMRAMLDA |  | HPEVRCGEET |
| RIIPRVLAMR |  | QAWSKSGREK |  | LRLDEAGVTD |  | EVLDAAMQAF |  | ILEVIAKHGE |
| PARVLCNKDP |  | FTLKSSVYLS |  | RLFPNSKFLL |  | MVRDGRASVH |  | SMITRKVTIA |
| GFDLSSYRDC |  | LTKWNKAIEV |  | MYAQCMEVGK |  | EKCLPVYYEQ |  | LVLHPRRSLK |
| LILDFLGIAW |  | SDAVLHHEDL |  | IGKPGGVSLS |  | KIERSTDQVI |  | KPVNLEALSK |
| WTGHIPGDVV |  | RDMAQIAPML |  | AQLGYDPYAN |  | PPNYGNPDPF |  | VINNTQRVLK |
| GDYKTPANLK |  | GYFQVNQNST |  | SSHLGSS    |  |            |  |            |

A: Аланін

C: Цистеїн

D: Аспарагінова кислота

E: Глутамінова кислота

F: Фенілаланін

G: Гліцин

H: Гістидин

I: Ізолейцин

K: Лізин

L: Лейцин

M: Метіонін

N: Аспарагін

P: Пролін

Q: Глутамін

R: Аргінін

S: Серин

T: Треонін

V: Валін

W: Триптофан

Кодований геном білок за функцією належить до трансфераз. 
Локалізований у мембрані, апараті гольджі.